# ترمس

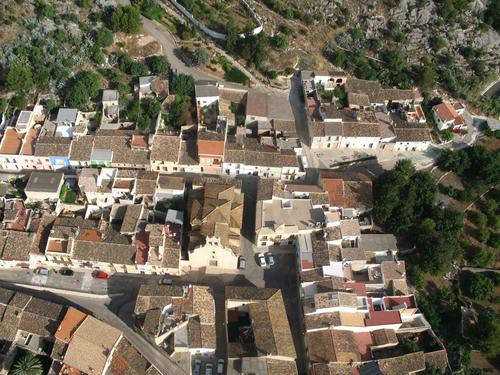
نمایی از دهستان تُرمُس در استان آلیکانتهٔ اسپانیا - ۲۰۱۲

تُرمُس دهستانی در استان آلیکانتهٔ اسپانیا است.
در این دهستان ۳۴۶ نفر زندگی می‌کنند. مساحت آن حدود ۵٫۲۳ کیلومتر مربع است.